# Laurens (Carolina del Sur)
Laurens es una ciudad situada en el estado de Carolina del Sur, en los Estados Unidos.Es sede del condado homónimo. La ciudad en el año 2000 tiene una población de 9.916 habitantes en una superficie de 27.4 km², con una densidad poblacional de 365.1 personas por km². 
Mapas originales indican que la ciudad pueden haber sido originalmente llamada Laurensville. La primera referencia conocida con el nombre de Laurens es una carta de la ciudad en 1873.

## Geografía
Laurens se encuentra ubicada en las coordenadas 34°30′3″N 82°1′6″O / 34.50083, -82.01833. Según la Oficina del Censo, la ciudad tiene un área total de 27,4 km² (10,6 mi²), de la cual 27,4 km² (10,6 mi²) es tierra y 0 km² (0 mi²) (0.0%) es agua.

## Demografía
En el 2000 la renta per cápita promedia del hogar era de $28.756, y el ingreso promedio para una familia era de $36.656. El ingreso per cápita para la localidad era de $14.582. En 2000 los hombres tenían un ingreso per cápita de $28.149 contra $21.883 para las mujeres. Alrededor del 17.70% de la población estaba bajo el umbral de pobreza nacional. 

### Localidades adyacentes
El siguiente diagrama muestra a las localidades en un radio de 20 kilómetros (12,4 mi) de Laurens.